# Бушмани
Бушмани (од афр. Bosjemans — „људи из грмљака/жбуњака“; енгл. Bushmen), познати и као Сан, Шо, Басарва, Кунг, и Кве, су група сродних племена ловаца-сакупљача у скупини Којсанаца, настањених по великом подручју на југозападу Африке (Боцвана, Намибија, Ангола, Замбија, Зимбабве, Лесото и Јужноафричка Република), углавном у пустињи Калахари. Док су сродна племена Хотентота традиционално сточари, Бушмани су ловци-сакупљачи. Они говоре, или су њихови преци говорили, језицима породица језика Кое, Ту и Ка, и једини су „народ“ у контрасту са сточарима као што су Хотентоти и потомци новијих таласа имиграције као што су Банту, Европљани и Азијци.
У 2017. години, Боцвана је била дом за око 63.500 Сана, што је чини земљом са највећим уделом Сан народа од 2,8%.

## Дефиниција
У нама језику, израз „сан” има дуг самогласник и пише се Sān. То је егзоним са значењем „сакупљач хране“ и користи се на погрдан начин да опише номадске људе који траже храну. На основу посматрања начина живота, овај термин је примењен на говорнике три различите језичке породице које живе између реке Окаванго у Боцвани и Националног парка Етоша у северозападној Намибији, који се протеже до јужне Анголе; централни народи већег дела Намибије и Боцване, који се простиру у Замбију и Зимбабве; и јужни народ у централном Калахарију према реци Молопо, који су последњи остатак раније екстензивних аутохтоних народа јужне Африке.

## Карактеристике
Бушмани припадају најстаријем слоју становништва Африке и веома се разликују од осталог афричког становништва. Бушман живи у природи и од природе, и толико се аклиматизирао своме поднебљу да је постао прави медицински феномени. Уз низак раст, косу облика зрна папра и стеатопигију, Бушмани се одликују својом прилагођеношћу врућем и исушеном бескишном подручју, што се види по непостојању знојних жлезда, немогућношћу да пљуну и изванредном заштићеношћу женских полних органа великим уснама. Они се изванредно оријентишу у свом једноличном непрегледном подручју, а ипак не постоји ниједан запис да се неко од њих изгубио, или да је умро од жеђи. 

## Обичаји
Бушмани су изворни становници јужне Африке, ловачко-сакупљачко становништво које луком и стрелом лови антилопе и другу мању дивљач, и сакупља јестиво корење и друге делове биљака. Боравишта Бушмана су склоништа од траве, шибља или кожа. Грнчарства немају, него се служе љускама од нојевих јаја у којима сакупљају воду коју добивају цеђењем корења неких биљака. Ове резерве воде Бушман похрани на неком месту где ће га без проблема наћи када му буде неопходна. Бушмани воле отворени простор, и воде номадски живот организиовани по малим мобилним групама које се састоје од неких 25 особа, мушкараца, жена и деце.
Бушмани су шаманисти. Код њих постоји вера (јужни Бушмани) у спиритуално биће /Каген, он је стваралац многих ствари и јунак многих митова, некад је будаласт, некад паметан, помаже или досађује људима. Реч /Каген означава богомољку (мантис), али он није увек само богомољка, него може узети и облик еланда, зеца, змије или лешинара, богомољка је само једна од његових многих форми. Еланд (Тауротрагус) је њихова најсветија животиња. Савремени Бушмани Калахарија верују у два бога, један живи на истоку, а други на западу, такође као и јужни Бушмани верују у духове мртвих, али обожавање предака није присутно. Шаман Бушмана улази у транс и штити људе од болести или злих духова и способан је да контролише време. Маленом магичном стрелицом одапетом из бушманског пиштоља у смеру неке особе може изазвати смрт или болест.

### Лук и стрела
Лукови Бушмана дуги су око три стопе (нешто мање од метра) направљени од еластичног дрвета, равног и пажљиво изабраног. Стрела се састоји од четири дела, вршак је првобитно био израђен од камена или кости, али касније, под утицајем Бантуа, добили су трокутасти железни шиљак. Приликом лова, у тренутку када стрелица погоди ловину, вршак остане забоден у животињи и одломи се од остатка стрелице. Ловац касније пронађе стрелу у жбуњаку, где је погодио животињу, и она се опет касније може употребити стављањем другог вршка. Стрелице с овако лабаво причвршћеним вршцима, израђују се да не би дошло до њеног оштећења, приликом бега животиње кроз жбуњак односно грмље. Тоболац за стреле израђују од корена акације. 

### Ватра
Традиционални метод паљења ватре је с два штапића. Тврђи штапић држи се међу длановима и брзо окреће у рупи удубљеној у мекшем комаду штапића који се придржава стопалима. Суво лишће или трава служи као потпала која ће лако планути.

## Језик
Језик Бушмана припада којсанској групи. Необичан је због својих „клик“ гласова који звуче попут пуцкетања језиком (цоктави језик, наречје клик). Шест бушманских клик гласова су:
- дентални (/),
- алвеоларни (≠),
- алвеоло-палатални (!),
- церебрални,
- латерални (//) и
- лабиални или ретрофлексивни.

Бушмани укључују говорнике севернокојсанских језика, јужнокојсанских језика и чу-кве гране централнокојсанских језика. Док сродни Хотентоти укључују говорнике којкој гране централнокојсанских језика.

## Бушмани данас
Данашњи Бушмани су делом под утицајем западњачке културе. Неки од њих почели су гајити говеда и козе, радије него да иду у лов и сакупљање. Јављају се и прве школе.

## Бушмани у популарној култури
- Трилогија „Богови су пали на теме“, комедија из 1980, 1989. и 1991. године.